# Eugène Bisseuil
Eugène Aimé Bisseuil, né le 23 avril 1833 à La Jard (Charente-Maritime) et mort le 7 décembre 1920 à Asnières (Hauts-de-Seine), est un homme politique français.

## Biographie
Avoué, il est conseiller général du canton de Saint-Pierre-d'Oléron. Il est député républicain de la Charente-Maritime de 1881 à 1885. Battu en 1885, il retrouve un siège de parlementaire de 1892 à 1903 comme sénateur, inscrit au groupe de la Gauche démocratique, de la Charente-Maritime. Il s'occupe de questions budgétaires et fiscales.

## Sources
- « Eugène Bisseuil », dans Adolphe Robert et Gaston Cougny, Dictionnaire des parlementaires français, Edgar Bourloton, 1889-1891 [détail de l’édition]
- « Eugène Bisseuil », dans le Dictionnaire des parlementaires français (1889-1940), sous la direction de Jean Jolly, PUF, 1960 [détail de l’édition]